# RML 12 Inch 25 Ton Gun
Die RML 12 inch 25 ton gun ist eine britische Kanone des viktorianischen Zeitalters, die als Schiffsgeschütz und bei der Küstenartillerie nur in geringen Stückzahlen eingesetzt wurde. In der Bezeichnung der Kanone steht RML für Rifled, Muzzle Loading- deutsch gezogenes Rohr, Ladung durch die Rohrmündung, 12 inch für das Kaliber von 12 Zoll, also 304,8 mm, 25 ton für das Gewicht der Waffe ohne Lafette von 25 Tonnen, und gun für die Art der Waffe, hier Kanone. Nach 1870 wurde der Typ zugunsten der RML 11 inch gun aufgegeben.

## Geschichte
Die ersten Hinterladergeschütze (RBL – Rifled Breech Loading) mit gezogenem Lauf wurden von Armstrong entwickelt und 1859 in der britischen Armee und der Royal Navy eingeführt. Diese Geschütze konnten im Einsatz jedoch nicht überzeugen. Daher gingen die britische Armee und die Royal Navy ab Mitte der 1860er Jahre wieder zu Vorderladern (RML – Rifled Muzzle Loading) über. Der gezogene Lauf wurde jedoch beibehalten.
Die Kanone ging auf eine Forderung aus dem Jahr 1864 zurück. Gegenüber dem Kaliber 13 inch wurde eine höhere Mündungsgeschwindigkeit des Geschosses erwartet. Der Ansatz wurde jedoch zunächst bis 1866 nicht verfolgt. Zwischenzeitlich wurde das Kaliber 11 inch favorisiert, was ähnliche Schussleistungen erwarten ließ. Durch einen Vergleich sollte ermittelt werden, „welches Kaliber und welche Rohrlänge am geeignetsten für eine Kanone von 23 bis 35 t Gewicht wären“. Die Entscheidung fiel am 1. Oktober 1870 zugunsten des Kalibers 11 inch. Die erzielten Reichweiten waren identisch, die Durchschlagsleistung des 12 inch Geschützes war jedoch sogar um Bruchteile geringer als beim Kaliber 11 inch.

## Konstruktion
Die RML 12 inch 25t gun unterschied sich von der RML 11 inch 25 ton gun praktisch nur durch das Kaliber. Die Kanone war ein Vorderlader. Zuerst wurde von vorn die Treibladung eingesetzt, danach auf gleiche Weise das Projektil. Das Seelenrohr war von einem Mantelrohr aus einer oder mehreren Lagen gewickelten Stahls umgeben. Die ursprüngliche Konstruktion von Armstrong sah ein Mantelrohr aus mehreren dünnen Lagen reinen Eisens vor. Bei der Version Mk I wurde nur noch eine stärkere, bei der Mk II zwei Lagen aufgeschrumpft. Dies verbilligte die Fertigung. Dabei wurde die Anzahl der Ringe von 7 bei der Mk I auf 3 bei der Mk II reduziert, dadurch änderte sich das äußere Erscheinungsbild der Geschütze. Die Baunummern 20 und 21 stellten einen Zwischenschritt dar. Konstruktiv waren sie wie die Version Mk I ausgeführt, hatten aber eine leicht abgeänderte äußere Form.
Die Version Mk I war mit 23,5 t leichter als die Version Mk II mit 25 t, zur Vereinfachung wurde aber die Bezeichnung RML 12 inch of 25 tons für alle Ausführungen vorgegeben.
Die verwendeten Granaten waren mit warzenförmigen Erhöhungen versehen, die in den Zügen des Rohres glitten und so ein Einsetzen des Geschosses von vorn ermöglichten. Ab Mitte der siebziger Jahre wurden Geschosse mit einem Drallführungsring verwendet, der das Projektil gasdicht gegen das Rohr abdichtete.

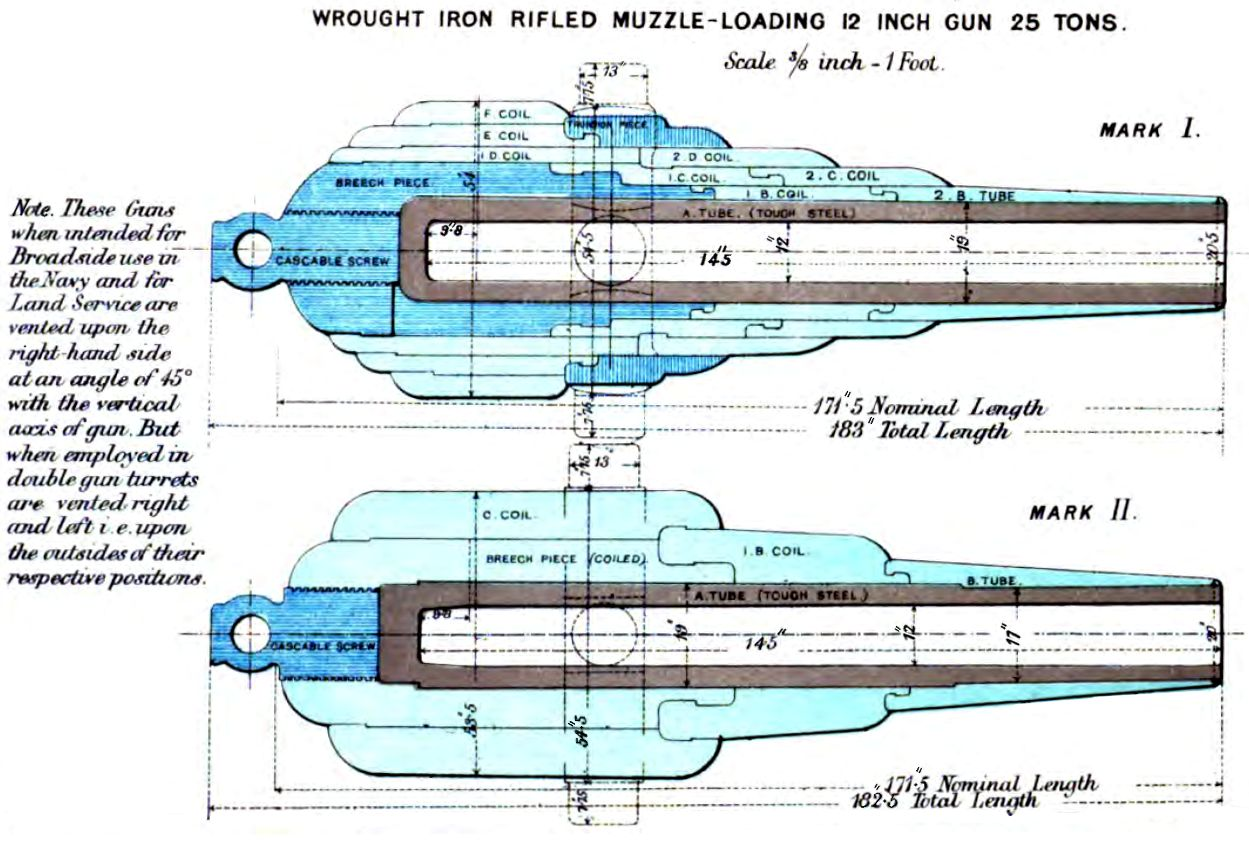
Aufbau des Rohres
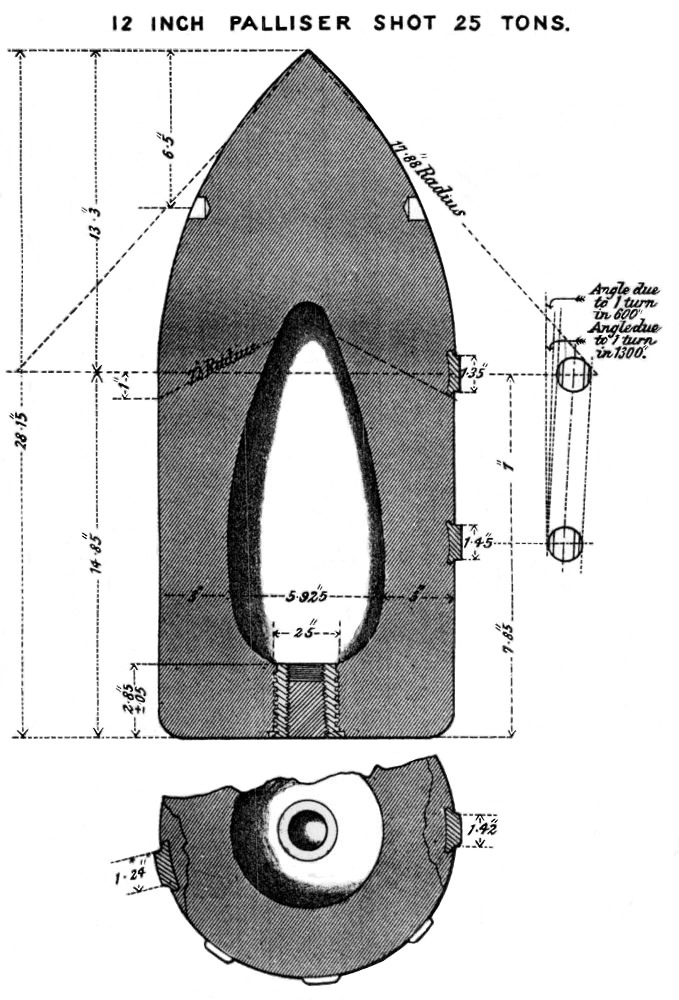
Geschoss mit warzenförmigen Erhöhungen, Schnittzeichnung

Für die RML 12 inch 25t gun wurden die gleichen Lafetten wie für die RML 11 inch 25 ton gun genutzt, da sich Maße, Gewichte und Schussleistung praktisch nicht unterschieden. Das Geschütz besaß keine Vorrichtung für den Rohrrücklauf. Um die Kräfte des Rückstoßes aufzufangen, waren besondere Lafettenkonstruktionen notwendig. Bei der Pivotaufstellung ließ sich die Unterlafette um einen Zapfen drehen. Die Kanone wurde auf einen Wandlafette montiert, die auf der Unterlafette aufgesetzt wurde. Bei Kasemattaufstellung fand eine ähnliche Konstruktion Anwendung.
Bei der Aufstellung in Barbette wurde eine Gelenklafette verwendet.
Die maximale Rohrerhöhung betrug 45 Grad. Durch die steilere Flugbahn konnten die leichter gepanzerten Decks durchschlagen werden.

## Schiffsgeschütz
Die Kanone fand unter anderem auf der HMS Captain Verwendung.

## Küstenartillerie
Kanonen dieses Typs wurden in Küstenbefestigungen in Teilen des Britischen Empire eingesetzt.

## Außerdienststellung
Die Außerdienststellung begann bereits in den achtziger Jahren des 19. Jahrhunderts, da die Geschütze den gestiegenen Anforderungen nicht mehr genügten und ab diesem Zeitpunkt modernere Hinterladerkanonen (BL – Breech Loading) verfügbar waren.

## Nutzerländer
- Großbritannien